# Las últimas banderas
Las últimas banderas és una pel·lícula històrica espanyola de 1954, d'inspiració nacionalista i patriòtica, dirigida per Lluís Marquina i Pichot i protagonitzada per Eduardo Fajardo i Fernando Rey. El guió recorda el de Los últimos de Filipinas i l'acció és similar, recordant els darrers anys de l'Imperi espanyol.

## Sinopsi
Narra l'enfrontament entre dos amics que prenen partit per bàndols diferents en la guerra de la independència del Perú.

## Premis
Medalles del Cercle d'Escriptors Cinematogràfics
| Any  | Categoria                | Pel·lícula            | Resultat   |
| ---- | ------------------------ | --------------------- | ---------- |
| 1954 | Millor actriu secundària | Elisa Montés          | Guanyadora |
| 1954 | Millor música            | Salvador Ruiz de Luna | Guanyadora |